# 图卢姆
图卢姆（尤卡坦玛雅语：Tulu'um）是前哥伦布时期玛雅文明防御城市的一个遗址，是科巴的一个主要港口。遗址位于12米（39英尺）高的悬崖上，沿着墨西哥金塔纳罗奥州加勒比海尤卡坦半岛东海岸。图卢姆是玛雅文明最后建造和居住的城市之一，13和15世纪之间为其最繁盛时期，在西班牙人占据墨西哥后还存在了70年。旧世界的西班牙殖民者带来的疾病似乎一直是其灭亡的原因。图卢姆是保存最完好的沿海玛雅遗址之一，如今是一个受欢迎的旅游胜地。

## 外部連結
- Photos of Tulum Archeological Site（页面存档备份，存于）（英文）

20°12′53″N 87°25′44″W / 20.21472°N 87.42889°W